# Remontada
Une remontada est à l'origine un mot espagnol signifiant « remontée », qui désigne en football une remontée de score inattendue de plusieurs buts permettant à l’équipe menée de finalement emporter la victoire.
Le terme se popularise en français en mars 2017 à la suite d'une victoire du FC Barcelone face au Paris Saint-Germain FC en Ligue des champions, qui remonte au match retour une différence de quatre buts, en marquant trois buts dans les dernières minutes du match, jusqu'à marquer le but vainqueur dans les dernières secondes.
L'utilisation du terme s'est ensuite étendu au sport en général et également à la politique, où il désigne un retour au premier plan d’un parti ou d’une personnalité politique après une défaite électorale.
En 2021, le mot est intégré au dictionnaire Larousse.

## Définition
En 2021, le mot intègre pour la première fois un dictionnaire francophone en entrant dans le dictionnaire Larousse. Il est alors défini comme la « Remontée de score inattendue permettant à l'équipe qui perd d'emporter la victoire dans un match de football, alors qu'il y avait un grand écart de points entre les deux équipes ; par extension, victoire inespérée d'une équipe ou d'un joueur lors d'une compétition, quelle qu'elle soit. »,.

## Usage

### Origine
Le terme est très utilisé en Espagne depuis les années 1950 dans le vocabulaire du football.
Une de ses premières utilisations notables date de 1956, lors de la victoire 4-3 en finale de la Coupe d'Europe des clubs champions du Real Madrid face au Stade de Reims, après avoir été menés deux buts à zéro en début de match.

### Match FC Barcelone - Paris Saint-Germain

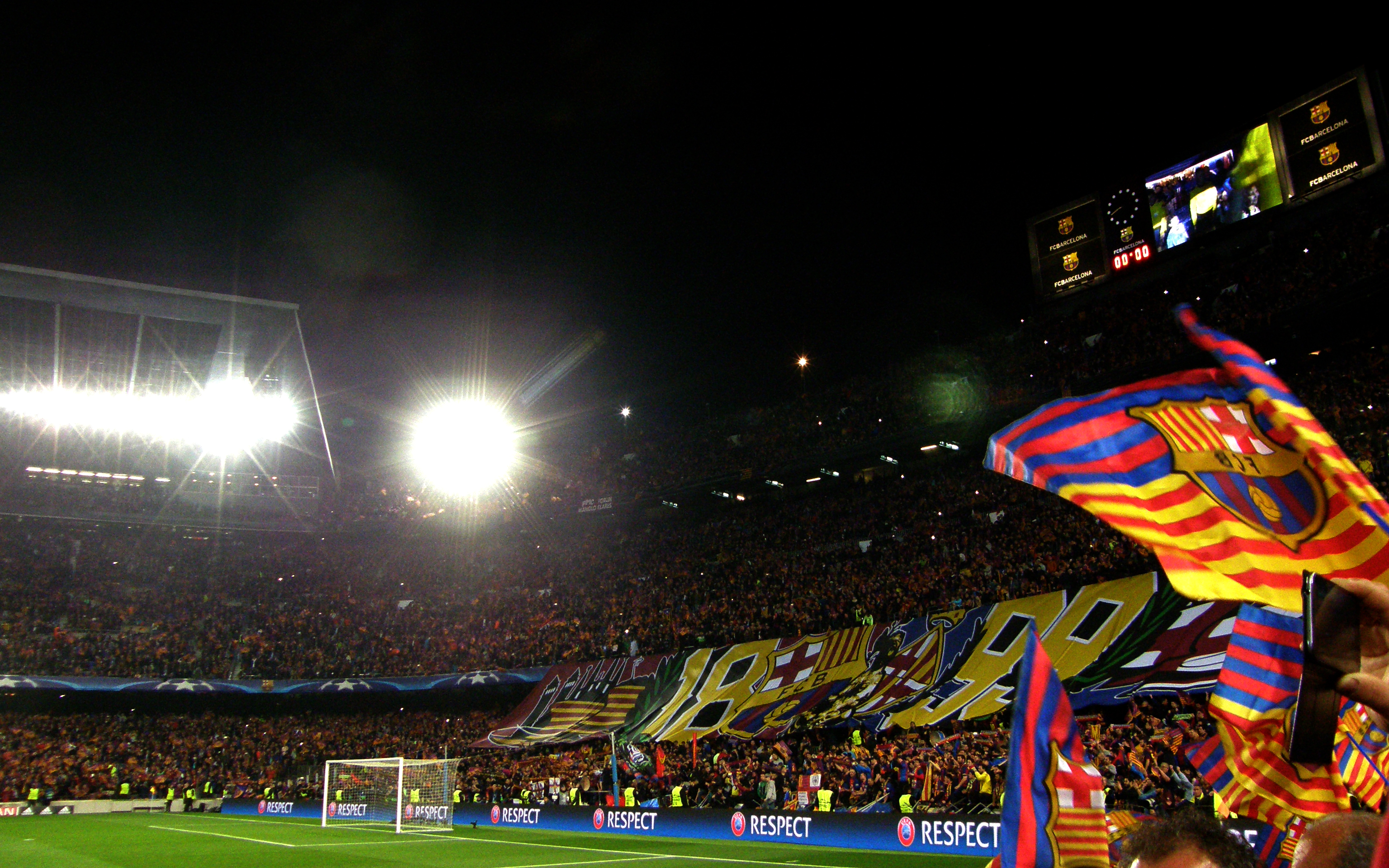
Le Camp Nou avant le coup d'envoi du match.

Le terme se popularise à l'international surtout depuis 2017 et la victoire du FC Barcelone face au Paris Saint-Germain 6-1 en Ligue des champions,,. Le Paris Saint-Germain avait remporté le match aller sur le score de 4-0 et avait encore trois buts d'avance à la 88ème minute du match retour. Il devient par la suite une qualification récurrente du milieu du sport pour désigner les remontées au score les plus significatives,.
L'utilisation du terme en français est réservée à de fortes remontées au score, tandis que ce mot peut être utilisé en espagnol et en catalan même pour des remontées d'un but d'écart. Le terme s'étend également aux autres sports, comme le rugby ou le tennis,.

### Autres exemples
Les deux saisons qui suivront, la Ligue des Champions verra se produire d'autres matches qualifiés par la suite de remontadas par analogie avec le match FC Barcelone - PSG du 8 mars 2017, ces trois autres matches impliquant tous l'une ou l'autre de ces deux équipes :
Le 3 octobre 1984, le FC Metz réalise le plus grand exploit du football français en Coupe d’Europe : renverser le FC Barcelone sur la mythique pelouse du Camp Nou.
https://france3-regions.francetvinfo.fr/grand-est/moselle/metz/il-y-a-40-ans-le-fc-metz-renversait-barcelone-il-n-y-a-rien-d-irrationnel-metz-a-construit-sa-victoire-3039761.html
- 10 avril 2018 : Quart de finale retour entre l'AS Rome et le FC Barcelone. Les Catalans remportent le match aller au Camp Nou sur le score de quatre buts à un, les giallorossi gagnent le match retour au stade olympique de Rome 3-0 et se qualifient pour les demi-finales au bénéfice de la règle des buts marqués à l'extérieur. Cet exploit a par la suite été qualifié de « Romontada »[13].
- 6 mars 2019 : Huitième de finale retour entre le Paris Saint-Germain et Manchester United. Les Parisiens remportent le match aller à Old Trafford sur le score de deux buts à zéro, les Red Devils remportent le match retour au Parc des Princes 3-1 et se qualifient pour les quarts de finale au bénéfice de la règle des buts marqués à l'extérieur[4],[14]. Ce retournement de situation a parfois été qualifié dans certains médias de « mini-remontada » eu égard de l'ampleur de buts à remonter plus faible que dans les autres scénarios (2 buts d'écart, bien qu'aucune n'équipe ne s'était qualifiée pour le tour suivant lors d'une phase à élimination directe de Ligue des champions après avoir perdu 0-2 à domicile au match aller)[15].

- 7 mai 2019 : Demi-finale retour entre le FC Barcelone et le Liverpool Football Club. Les Catalans remportent le match aller 3-0 au Camp Nou, les Reds gagnent le match retour à Anfield sur le score de quatre buts à zéro[4],[16].

Il est toutefois à noter que la liste d'exemples est non-exhaustive et se limite aux rencontres impliquant les deux principaux intéressés (PSG et Barcelone), alors qu'un certain nombre d'autres rencontres ayant eu lieu avant ou après le match retour du 8 mars 2017 ont été qualifiés (parfois a posteriori, le terme ayant été popularisé internationalement à partir de 2017) de remontada,,,,.
Certains médias voire des footballeurs eux-mêmes ont également ponctuellement employé des termes dérivés tels que Romontada (cf. supra), Remontajax (en référence à la demi-finale retour de Ligue Europa 2016-2017 où Lyon, battu 1-4 sur la pelouse de l'Ajax Amsterdam lors du match aller, était en quête d'exploit mais ne l'emportera que 3-1, insuffisant pour rallier la finale),, ou encore Renne(s)montada (allusion à la finale de Coupe de France 2019 où Rennes a réussi à remonter un handicap de 2 buts précoces contre le PSG, pourtant grandement favori, avant de remporter la compétition aux tirs au but ; 2-2 ap. 6 t.a.b. à 5),.

### Usage en dehors du sport

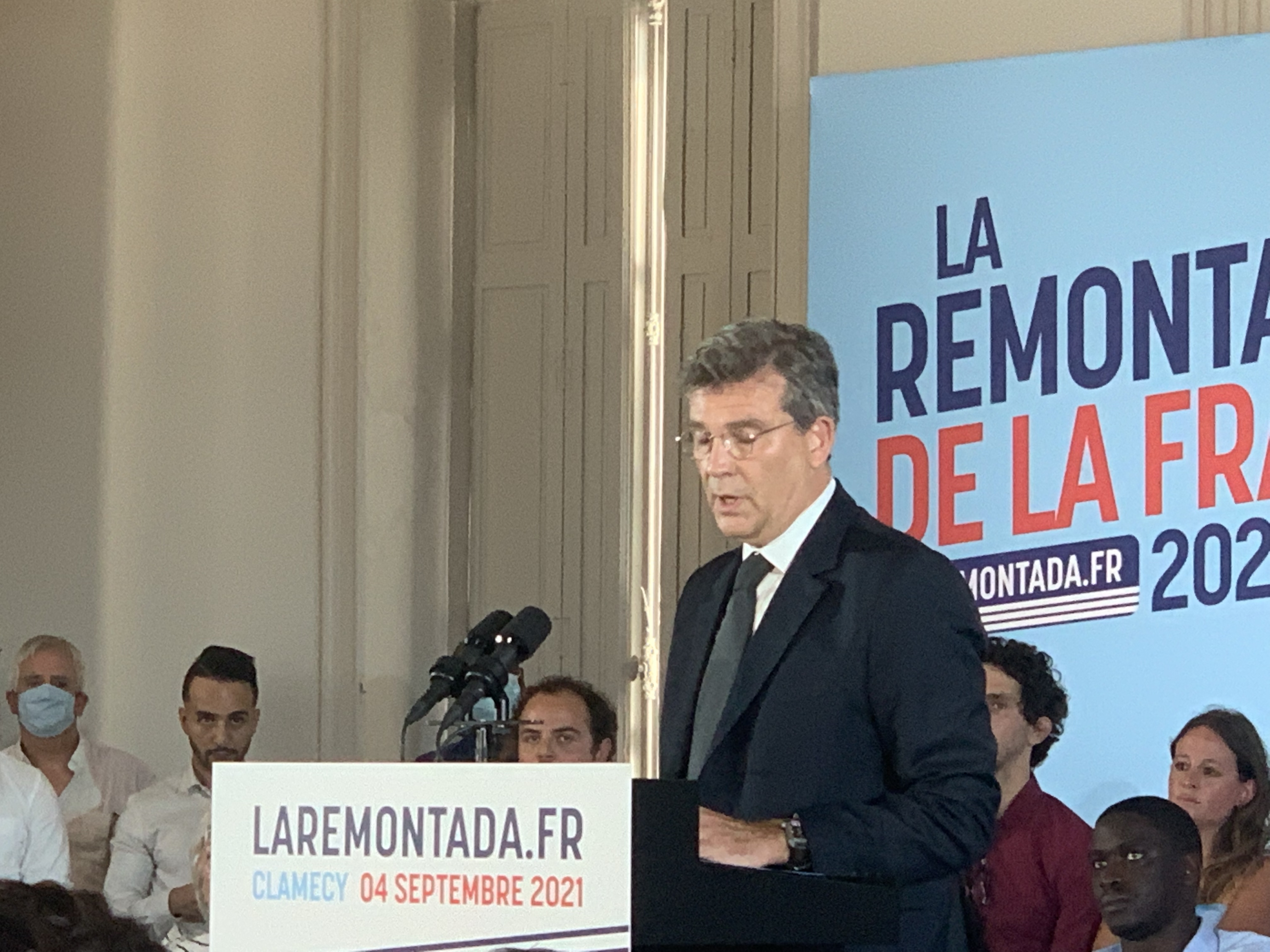
Arnaud Montebourg lors de l'annonce de sa candidature à l'élection présidentielle de 2022. Sur son pupitre et derrière lui sont inscrit son slogan de campagne : « La Remontada ».

L'usage du terme se généralisant il finit par dépasser le monde du sport et arrive en politique où Le Parisien titre avec une « remontada de François Fillon » lors de l'élection présidentielle française de 2017 ou en droit lorsque l'avocat de Vincent Lambert emploie le terme en 2019,,,. Arnaud Montebourg en fait même son slogan lors de sa campagne à l'élection présidentielle française de 2022,. Avant le match de 2017, le terme avait également été employé en 2015 par le parti espagnol Podemos,.
Enfin, le terme est également employé en musique, notamment dans le rap français où il demeure souvent lié au match FC Barcelone - PSG de 2017.
Lisette Lombé, slameuse féministe et poète nationale Belge, après avoir raconté le match de 2017, donne le nom de Remontada au personnage féminin central de sa performance Brûler-Danser avec Cloé du Trèfle.